# Гертл, Томаш
Томаш Гертл (чеш. Tomáš Hertl; род. 12 ноября 1993 года, Прага, Чехия) — чешский хоккеист, центральный нападающий. Выступает за клуб НХЛ «Вегас Голден Найтс». Воспитанник пражской «Славии».

## Карьера

### Клубная
Томаш Гертл родился в Праге 12 ноября 1993 года. Является воспитанником пражского клуба «Славия».
Дебютировал в чешской Экстралиге сезона 2010/11, провёл 1 игру. В сезоне 2011/12 стал игроком основного состава «Славии», проведя 50 матчей, в которых набрал 28 очков (15 шайб и 13 передач). По итогам сезона был признан лучшим новичком чешского чемпионата.
На драфте НХЛ 2012 года был выбран под общим 17-м номером клубом «Сан-Хосе Шаркс»  но во время локаута выступал за родную «Славию». После окончания локаута НХЛ остался в Праге и доиграл сезон в чешском чемпионате, став бронзовым призёром.
Перед началом сезона 2013/14 Гертл заключил 3-летний контракт с «Сан-Хосе», согласно которому его зарплата составляет 925 тысяч долларов в год.
Дебютировал в НХЛ 3 октября 2013 года. Уже 5 октября забросил первые две шайбы в ворота «Финикс Койотис». 8 октября 2013 года Гертл забросил 4 шайбы в ворота «Нью-Йорк Рейнджерс», став самым молодым игроком НХЛ за последние 25 с лишним лет, кому удалось это сделать (в сезоне 1988/89 Джимми Карсон из «Лос-Анджелес Кингз» забросил 4 шайбы, будучи на 2,5 месяца моложе Гертла). Чех стал первым хоккеистом «Сан-Хосе» в XXI веке, забросившим 4 шайбы, последним, кому это удавалось, был Оуэн Нолан в 1995 году. К сожалению, в декабре 2013 года Гертл получил травму колена в результате грубого приёма нападающего «Лос-Анджелеса» Дастина Брауна. Из-за этой травмы он был вынужден пропустить большую часть сезона 2013/14.
В следующем сезоне 2014/15 Гертл не пропустил ни одной игры, набрав 31 очко в 82 матчах.
В сезоне 2015/16 Гертл вместе с «Сан-Хосе» добрался до финала Кубка Стэнли, в котором его клуб уступил «Питтсбург Пингвинз». За весь сезон он сыграл 101 матч, набрав 57 очков.
30 июня 2016 года он заключил с «акулами» 2-летний контракт на общую сумму $ 6 млн.
Сезон 2016/17 получился не столь удачным, как предыдущий, опять из-за травм Гертл пропустил почти половину сезона.
Но в сезоне 2017/18 Томаш вновь обошёлся без травм и провёл в общей сложности 89 матчей, набрав 55 очков.
2 июля 2018 года он подписал новый контракт с «Сан-Хосе» сроком на 4 года. Его зарплата по новому контракту составляет  $ 5,625 млн в год.
15 января 2019 года сделал свой второй «хет-трик» в заокеанской карьере в игре против «Питтсбург Пингвинз» (ранее Гертл уже забрасывал 4 шайбы в одном матче). Спустя неделю, 22 января 2019 года Томаш Гертл снова сделал «хет-трик», в матче с «Вашингтон Кэпиталз» он набрал 4 очка (3+1), в том числе забросив решающую шайбу в овертайме, тем самым принёс своей команде победу со счётом 7:6. Сезон 2018/19 получился самым удачным в карьере Гертла: он установил личные рекорды результативности как в регулярных чемпионатах НХЛ (74 очка в 79 матчах), так и в плей-офф (15 очков в 19 матчах).
11 января 2020 года было объявлено об участии Томаша Гертла в Матче всех звёзд НХЛ. Забросив 5 шайб, Томаш Гертл установил рекорд Матчей всех звёзд: ещё никому не удавалось забросить более 4-х шайб за один уик-энд. Также он стал автором решающего гола, который принёс победу команде Тихоокеанского дивизиона.
29 января в матче с «Ванкувер Кэнакс» Гертл порвал крестообразную связку колена, из-за чего он был вынужден пропустить остаток сезона.
14 января 2021 года, после 350-дневной паузы, Томаш Гертл вернулся на лёд и помог «Сан-Хосе» победить «Аризону Койотис» в первой игре нового сезона, забросив 2 шайбы и сделав голевую передачу.
8 марта 2024 года, в последний день дедлайна, вместе с двумя пиками третьего раунда, а также c 17-процентным удержанием кэпхита был обменян в «Вегас Голден Найтс» на нападающего-проспекта Давида Эдстрёма и пик первого раунда-2025.

### Международная
Участник юниорского чемпионата мира (2011), молодёжного чемпионата мира (2012, 2013). Во взрослой команде дебютировал в 2012 году, когда Алоис Гадамчик вызвал его на финский этап Еврохоккейтура (Кубок Карьяла). На ЧМ-2013 был самым молодым игроком в составе чешской команды. Также является участником чемпионатов мира 2014 и 2015 годов, на которых чешская сборная остановилась в шаге от медалей.

## Достижения
- Бронзовый призёр чешской Экстралиги в сезоне 2012/2013 в составе пражской «Славии».
- Признан лучшим новичком чешской Экстралиги: 2012
- Участник Матча всех звёзд НХЛ 2020
- Рекордсмен Матчей всех звёзд НХЛ по количеству голов за 1 уик-энд (5 шайб в 2020 году)

## Статистика
| Легенда | Легенда                    | Легенда | Легенда                   | Легенда | Легенда    |
| ------- | -------------------------- | ------- | ------------------------- | ------- | ---------- |
| И       | Количество проведённых игр | Штр     | Штрафное время            | +/−     | Плюс-минус |
| Г       | Голы                       | П       | Голевые передачи          | О       | Очки       |
| -       | Статистика неизвестна      | —       | Статистика не учитывалась |         |            |

## Семья
Долгие годы встречался со своей подругой Анетой Нетоличкой, пара поженилась летом 2019 года. 29 октября 2020 года у пары родился сын Тобиаш.
Его старший брат Ярослав Гертл также хоккеист, игравший на позиции защитника.